# Imran Mohamed
'Inram Mohamed (Mahibadhoo, 18 de diciembre de 1980) es un exfutbolista maldivense que jugaba en la posición de guardameta.

## Carrera

### Club
| Periodo   | Club                     |
| --------- | ------------------------ |
| 1999-2001 | Club Eagles              |
| 2002-2008 | Victory SC               |
| 2004      | → Club Valencia (cedido) |
| 2009-2010 | Club Valencia            |
| 2010-2011 | VB Sports                |
| 2012-2015 | New Radiant SC           |
| 2015-2016 | Maziya S&RC              |
| 2017-2018 | New Radiant SC           |
| 2019      | TC Sports Club           |

### Selección nacional
Jugó para Maldivas de 2000 a 2016 con la que disputó 109 partidos y ganó la Copa Dorada de la SAFF 2008. Su último partido con la selección nacional fue el 12 de octubre de 2016 ante Laos a los treinta y cinco años. Es el jugador con más apariciones con la selección nacional.

### Goles
Como guardameta anotó dos goles en su carrera, el primero de ellos fue desde su propio punto penal con el VB Sports por la Copa Presidente de Maldivas en 2011, esto por un error del arquero rival.

## Logros

### Club
- Liga Premier de Maldivas: 11

2001, 2004, 2007, 2010, 2011, 2012, 2013, 2014, 2015, 2016, 2017
- Liga de Malé: 4

2001, 2006, 2017, 2018
- Recopa de Maldivas: 3

2001, 2002, 2006
- Copa FA de Maldivas: 3

2004, 2011, 2013
- FA Charity Shield de Maldivas: 6

2011, 2012, 2013, 2014, 2016, 2017
- Copa Presidente de Maldivas: 4

2012, 2013, 2014, 2017

### Selección nacional
- Campeonato de la SAFF: 1

2008